# ガウガウわー太
『ガウガウわー太』（ガウガウわーた）は、梅川和実による日本の漫画作品。『週刊コミックバンチ』（新潮社刊）に2001年3号から2004年35号まで連載され、その後は『ガウガウわー太2』とタイトルを一部改め、『月刊ComicREX』（一迅社刊）にて2009年8月号まで連載。
本作は動物との会話が出来る主人公を軸に、その動物達の置かれた複雑な現状を解決しようとする姿を描く、「アニマル人情系」漫画。暖かい絵柄でありながら、時には動物の命に関わるシビアな話も描かれる。

## 打ち切りと掲載誌移籍
2004年の『週刊コミックバンチ』154号にて、突然、掲載が中断される。編集長判断による打ち切りであり、読者はおろか、作者の梅川にとっても寝耳に水の出来事だった。
当時の梅川本人の公式サイトでの「ボヤキ」によると、残り4回と通告された時点で1回分は描き終えており、「あと3回で物語を終わらせるのは不可能」と猛反発。発行元の新潮社も、コミックスの売り上げが悪くなかった事から擁護に回り、協議の結果、後日再開という約束を取り付け、事態は一時収束。しかし結局、『バンチ』での再開が実現する事は無かった。なお、「ボヤキ」は本人公式サイト上からは撤去済みである。
その後、コミックス11巻にて宙出版への移籍が発表され、2005年春から、『バンチ』掲載分を4冊にまとめた総集編が発売された。当初、この後に創刊される新雑誌への連載再開が計画されていたが、新雑誌の創刊は頓挫し、再び連載先を探す事態に陥る。
そして紆余曲折の末、同年末に一迅社から創刊された『月刊ComicREX』において、『ガウガウわー太2』として連載を再開。なお「2」となっているが、物語は特に新編として仕切り直されているわけではなく、中断前のエピソード（修学旅行途中）から直接続いている。『月刊ComicREX』2009年8月号（7月9日発売）にて最終回が掲載された。

## あらすじ
社太助は、動物と「血の接触（噛まれる、引っ掻かれる等）」をする事により、その動物と会話が出来る能力を持つ。13歳の老犬・わー太と出会ったことにより、その能力が開花。以降、様々な動物とその飼い主に出会い、多くの大切な「仲間」との絆も深まって行く。人間と動物が同じ世界で幸せに共存していくための架け橋に成るべく、自身の有り方を考え、成長していく。

## 主な登場人物
社 太助（やしろ たすけ）
本作の主人公である高校生。お人好しで、困っている人や物事を放っておけない性格。コマイヌ（犬福）とオイナリ（礼狐）の子供で、「血の接触」により動物達と会話する事が出来る。一時期、ストレスから能力が使えなくなった事もある。
当初は獣医になる事を拒否していたが、みさとやわー太らと共に動物達を助けていき、また現実を知っていく内に自分も獣医になる決意を固めていく。終盤から、自分も不死の神様の類である事を知るが最終回で瀕死のわー太を救う為に力を使い、特別な能力を失った。寿命のある普通の人間になったが、力を与えた影響からか、わー太とは引き続き会話が出来る。
舟越 わー太（ふなこし わーた）
犬（雑種）13歳、オス。太助の家（動物病院）に預けられている。
捨て犬だった子犬の頃に、不良に虐待されて耳の神経を損傷。左耳だけ垂れている。そんなわー太に救いの手を伸ばし、飼い主となったのは当時まだ幼児だったみさとであった。以来、みさとに忠誠を誓い、他の人間にはあまり懐かず、時には噛み付く「ガウ犬」だった。
舟越家の事情で社家に預けられる。普段は太助を自分よりも下に見る態度で接しているが、心根の優しい部分を非常に尊重しており、友情に似たものを感じている。一人称は「拙者」であり、何故か武士のような言葉遣いをする。
舟越 みさと（ふなこし みさと）
わー太の飼い主。太助の1歳年上。太助の憧れの人。獣医師になることが子どもの頃からの夢であり目標。現在、葦布大学獣医学部1年。
高校生の時に引っ越した先の団地では犬を飼うことが出来ないために、わー太を社家に預けることに。それが縁で頻繁に社家に訪れるようになった。太助も獣医師を目指していると知り（当初は勘違い）親しくなる。高校時代から交際をしている直哉という恋人が居たが、徐々に太助に惹かれていく自分を認めざるを得なくなっていた。後に太助と恋仲に。
社 犬福（やしろ いぬふく）
太助の父で、「社動物病院」を経営。その真の姿は、取り壊された神社に仕えていた狛犬（コマイヌ）である。
『2』でコマイヌとなる前はホロケウカムイ（狩りをする神）と呼ばれたエゾオオカミだった事が判明する。人間によって仲間もろとも絶滅させられ憤りを感じていたが、一方で自然や野生動物の保護をしている人間も多く存在していることを知る。そして「許す覚悟」を決め、人間との溝を埋める礎となるためにも獣医師となった。
社 礼狐（やしろ れいこ）
太助の母で犬福の妻。『2』から登場する。太助は父の態度から母が死んだと思っていたが、実はオイナリの仕事で単身赴任をしていただけだった。実際、犬福は「母さんが死んだ」とは一言も言っていない。
現在は太助や犬福らと同居。なお料理の腕前は壊滅的である。神の血を引く太助が寿命を伴う人間に恋をすることは、いずれ別れが訪れることを意味し、辛く悲しい思いをすることを懸念した。
尾田島 淳子（おだじま じゅんこ）
太助のクラスメートで、成績優秀な学級委員長。生真面目で堅物。飼い犬との一件を機に、尽力してくれた太助に恋心を抱き始める。
眼鏡をかけており、裸眼の状態だと余り周囲が見えない。また、連載中の企画で行った読者人気投票では1位を獲得するなど、人気の高かったキャラクターである。
尾田島 小次郎（おだじま こじろう）
尾田島淳子の飼い犬。成犬になってから淳子のもとに引き取られた。以前は「ジョー」の名でドッグショーの華々しい舞台に立っていた血統書つきのシーズー。ジョー時代の飼い主の慢心によって見捨てられ、人間不信になっていた。当初は淳子のことも利用できる人間程度にしか考えていなかったが、自分に対して見栄ではなく、心から愛情を示してくれていることを知り改心する。
遠藤 まい（えんどう まい）
太助の1年後輩。日本人とドイツ人とのハーフ。赤毛に近い髪色をしている美少女。学校でもアイドル的存在。気が強く、やや生意気な言葉遣いをするツンデレ。
当初は自分に意見する太助に対して反感を抱いていたが、太助が飼い犬、ひまわりの命を救った事がきっかけとなり恋心を抱き、猛アタックを仕掛けてくる。それに伴ってみさとを過剰なまでに敵視している。後半はなかなか煮え切らない態度で、いつまでもみさとを想っている太助に痺れを切らして、強硬手段に出る。しかし、太助の気持ちを慮り、まいの方から「ふってあげて」離れていった。
遠藤 ひまわり（えんどう ひまわり）
遠藤まいの飼い犬。後述する前川サリーの10番目の子供であり、太助が「能力」で直接命を救った初めての動物。命の恩人である太助に叶うはずのない思慕を抱いている。最終話前に、わー太の子どもを妊娠していることが判明。最終話で数匹の子犬に囲まれている画が描かれている。
前川 サリー（まえかわ さりー）
太助達が散歩時に出会ったアイリッシュ・セター。代々乳房の数と子供の数が同じ家系らしく、１匹だけ足りない子供を心配してやせ細っていた。
社動物病院でのレントゲン撮影によって胎内に胎仔（たいじ）が残っていることが分かるが、犬福は胎仔の四肢が伸びきっていることから胎仔が死んでいると診断する。
しかし太助が胎仔のかすかな声を聞いたことにより、仮死状態であった胎仔が助け出され、10番目の子供として誕生する。（のちの遠藤ひまわり）
角田 マツ太郎（かくた まつたろう）
オタケの飼い犬である豆柴。好奇心旺盛で明るく元気一杯。本作に登場する動物の中で最も子供っぽい性格（ひまわりと同い年）。
阿達直哉（あだち　なおや）
葦布大学医学部に籍を置く医学生。みさととは高校時代から交際。周囲から好奇の目で見られていたみさとの理解者でもあった。徐々に太助に好意を抱いて、自分から離れていくみさとに不安を感じ、一緒にアメリカ留学をしようと申し入れた。しかし、最後はみさとの心を尊重し、兄のような優しい気持ちで送り出す。

## 単行本
『週刊コミックバンチ』掲載分
全11巻（新潮社）
ガウガウわー太 梅川和実イラストブック（新潮社） ISBN 4106030594
総集編 全4巻（宙出版／雑誌扱い）
新装版 全7巻（一迅社）
『月刊ComicREX』掲載分
全5巻（一迅社）
- 海外でも翻訳され発売されている。

## 評価

### 特定のキャラクターに対する評価
ライターの森瀬繚はアダルトゲーム雑誌「メガストア」に連載したコラムの年表の中で、登場人物の一人である尾田島 淳子について、『To Heart』の保科 智子で確立された「委員長」キャラクターの類型から脱する萌芽だと評している。